# Raorchestes anili
Raorchestes anili là một loài ếch trong họ Rhacophoridae. Chúng được tìm thấy ở the Wayanad district of the state of Kerala in Ấn Độ.
Its habitats include roadside vegetation and gardens.